# Holmestrand
Holmestrand è un comune norvegese della contea di Vestfold.

## Storia

### Simboli
Lo stemma della città di Holmestrand è stato disegnato dal pittore e illustratore Andreas Bloch (1860–1917) nel 1898. L'aquila è tratta dallo stemma nobiliare di Johan Henrik Tordenskjold (1757–1820), imparentato con l'ammiraglio ed eroe nazionale Peter Wessel Tordenskjold che conquistò la fregata Hvide Ørn ("Aquila bianca") dagli svedesi nel 1715. La nave è rappresentata anche nello scudetto al centro dello stemma comunale.